# لامية فالييفا
لامية روفشان قیزی فالييفا (بالأذرية: Lamiyə Rövşən qızı Vəliyeva) هي عداءة أذربيجانيَّة من ذوي الاحتياجات الخاصة، تتخصص في الجري لمسافاتٍ قصيرة ضمن فئة T13 (ضعيفي البصر).

## سيرتها
وُلدت لامية فالييفا في 5 أبريل 2002 في مدينة باكو. بدأت ممارسة الرياضة منذ عام 2015. مدربها الشخصي توفيق علييف، ومدربها في المنتخب أوليغ بانيودين.
فازت لامية بذهبية االألعاب الأولمبية الصيفية 2020 في طوكيو لمسافة 400 متر وفضية لمسافة 100 متر. وفي الألعاب الأولمبية الصيفية 2020 في باريس، ولقد حصلت على الميدالية الذهبية في 100 متر والفضية في 400 متر، مسجلة رقماً قياسياً عالمياً جديداً لمسافة 100 متر (11,76 ثانية). لامية بطلة العالم لعامي 2023 و2024 لمسافتي 100 و400 متر.

## بداياتها ومسيرتها الرياضية
أبدت لامية اهتماماً بالرياضة منذ سنها 11 عاماً. وشاركت في أول بطولة لها عام 2015 في تركيا، حيث فازت بسباق 100 متر وسباق التتابع. وشاركت بعد ذلك في العديد من البطولات الوطنية والدولية، حيث حصلت على عدة ميداليات.

## مسيرتها البارالمبية وإنجازاتها الدولية
أصبحت لامية بطلة الألعاب البارالمبية في طوكيو في سباق 400 متر مسجلة رقماً قياسياً جديداً في عام 2021، وفازت بالميدالية الفضية في سباق 100 متر. وفي عام 2024، حطمت الرقم القياسي العالمي لمسافة 100 متر في الألعاب البارالمبية في باريس وحازت على الفضية في 400 متر.

## روابط خارجية
- لامية فالييفا على موقع الاتحاد الدولي لألعاب القوى (الإنجليزية)
- لامية فالييفا على موقع IPC.InfostradaSports.com (مؤرشف) (الإنجليزية)
- "Paraatletimiz Lamiyə Vəliyeva 400 metr məsafəyə qaçışda final mərhələsinə vəsiqə qazandı" على يوتيوب
- "Lamiyə Vəliyeva 2-ci qızıl medalı qazanmağa yaxındır" على يوتيوب